# Mrs. Chippy
 (mai 2022).
Si vous disposez d'ouvrages ou d'articles de référence ou si vous connaissez des sites web de qualité traitant du thème abordé ici, merci de compléter l'article en donnant les références utiles à sa vérifiabilité et en les liant à la section « Notes et références ».
Mrs. Chippy est le nom du chat qui accompagnait l'expédition d'Ernest Shackleton de 1914-1916, et qui finit abattu le 29 octobre 1915, de même que les plus faibles des chiens de traîneau (trois chiots et deux femelles), après la perte du navire de l’expédition Endurance, détruit par les glaces du pack.
Ce chat avait été introduit à bord du navire par Harry McNish, le charpentier de l'expédition. Malgré son nom, l'animal était un mâle.

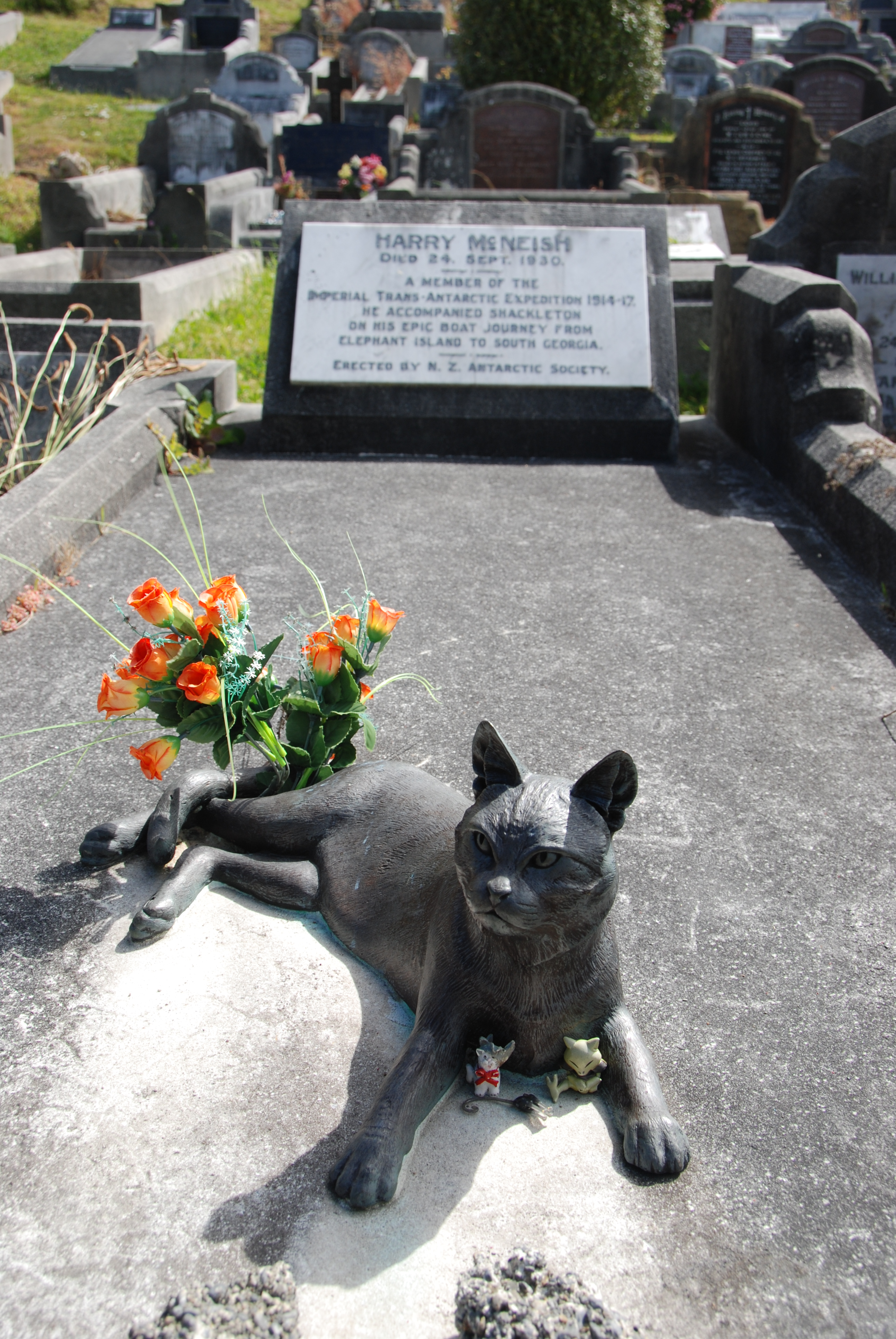
Sculpture en bronze de Mrs Chippy sur la tombe de Harry McNish dans le cimetière de Karori qui a été ajouté par The New Zealand Antarctic Society.